# Votiva Lux
I Votiva Lux sono un gruppo musicale italiano, fondato a Bologna nel 1988 e attivo, con vari cambi di formazione, fino al 2004. Dal 2004 i membri del gruppo si sono dedicati a progetti alternativi, per poi collaborare alla composizione di nuovo materiale a partire dal 2013.

## Storia
La loro musica ha spaziato tra diversi generi - passando dalle origini darkwave della prima metà anni '90, allo shoegaze e al post-rock - accomunati da sonorità più marcatamente psichedeliche. Il loro stile musicale è per lo più caratterizzato dal fatto che la maggior parte dei brani, soprattutto dal 1996 in poi, sono strumentali, ovvero privi della componente vocale.
Nel 2018, in occasione del trentennale del gruppo, la formazione presente nel demotape Visioni si è riunita per poi esibirsi nel corso del 2019 in alcune date dal vivo per celebrare la ricorrenza.
Il 16 marzo 2022 è stato pubblicato un nuovo singolo composto, registrato e mixato in collaborazione con Mark Gardener del gruppo inglese Ride, il quale ha anche contribuito con la linea vocale.

## Formazione

### Attuale
- Giulio Sangirardi Bortolotti – chitarra elettrica (1988–presente)
- Gabriele Bufalini – tastiera (1988–presente), basso (1992–presente)
- Andrea Ghidini - chitarra elettrica (1996–presente)

### Ex componenti
- Roberto Roda – basso (1989)
- Diego Baroncini - voce (1990)
- Andrea Contestabile – batteria (1991–1993)
- Davide Brillante – chitarra elettrica (1991)
- Andrea Cavani - voce (1992-1995, 2019)
- Davide Grimaldi - chitarra elettrica (1993, 2019)
- Andrea Sbaffi - batteria (1993-1995, 2019)
- Stefano Pigliapoco - chitarra elettrica (1993-1995)
- Stefano Grassi - batteria (1997-2003)

## Discografia

### Album in studio
- Il Canto Del Cigno?, 1996
- Solaris, 2002

### Extended play
- Lindbergh EP, 2000

### Singoli
- I Need To Breathe (feat. Mark Gardener), 2022